# Froy Gutierrez
Froylan "Froy" Gutierrez, född 27 april 1998 i Highland Park, i utkanten av Dallas, i Texas, är en amerikansk skådespelare och sångare. Han är känd för att spela rollen som Nolan Holloway, i MTV-serien Teen Wolf, och Jamie Henson, i Freeformserien Cruel Summer. Han är av caxcansk och mexikansk härkomst, detta genom sin far.
Gutierrez kom ut som gay den 7 augusti 2023, då han och skådespelaren Zane Phillips gick ut med att de hade ett förhållande på Instagram.

## Filmografi (i urval)

### Filmer
- 2017 – A Cowgirl's Story
- 2020 – Initiation
- 2022 – Hokus Pokus 2
- 2024 – The Strangers: Chapter 1
- 2025 – The Strangers: Chapter 2
- 2026 – The Strangers: Chapter 3

### TV-serier
- 2015–2016 – Bella and the Bulldogs (TV-serie)
- 2016 – The Goldbergs (TV-serie)
- 2017 – Teen Wolf (TV-serie)
- 2019 – Light as a Feather (TV-serie)
- 2021 – Cruel Summer (TV-serie)

## Diskografi

### Singlar
- 2018 – "Sideswipe"
- 2019 – "Fix Me"
- 2019 – "Crash"
- 2019 – "When It's Midnight"